# If You Want Blood You've Got It
If You Want Blood You've Got It (англ. Якщо хочеш крові, ти її отримаєш) — перший концертний альбом австралійської хард-рок-групи AC/DC, випущений у Великій Британії 13 жовтня 1978, в Сполучених Штатах 21 листопада та в Австралії 27 листопада того ж року. Був записаний на концерті у Глазго 30 квітня 1978 року, протягом туру на підтримку альбому Powerage. Містить пісні з цього альбому, а також з альбомів T.N.T., Dirty Deeds Done Dirt Cheap та Let There Be Rock.

## Про альбом
Концерт був повністю знятий на камеру, проте його повний запис ніколи не видавався. Відео пісень «Riff Raff» і «Rocker», записані на даному концерті, присутні на відео збірнику групи Family Jewels. Відео пісень «Rock'n'Roll Damnation», «Dog Eat Dog» і «Let There Be Rock» є на бокс-сеті Plug Me In. У нього ж увійшло живе виконання пісні «Bad Boy Boogie», проте тільки на бонус-диску 3-дискової версії видання.
Останній альбом за участю Бон Скотта, спродюсований Гаррі Вандою і Джорджем Янгом. Перевидавався двічі: у 1994 році і у 2003 році, як частина серії AC/DC remasters.
За результатами опитування читачів журналу «Classic Rock» альбом зайняв друге місце в списку «50 найвидатніших концертних альбомів усіх часів».
Пісня з аналогічною назвою альбому, увійшла до наступного студійного альбому групи Highway to Hell.

## Трек-лист
Усі треки написані Ангусом Янгом, Малколмом Янгом та Боном Скоттом.
Автор музики і слів Angus Young, Malcolm Young and Bon Scott. 
| Side one | Side one                       | Side one                    | Side one   |
| #        | Назва                          | Origin album                | Тривалість |
| -------- | ------------------------------ | --------------------------- | ---------- |
| 1.       | «Riff Raff»                    | Powerage                    | 5:59       |
| 2.       | «Hell Ain't a Bad Place to Be» | Let There Be Rock           | 4:10       |
| 3.       | «Bad Boy Boogie»               | Let There Be Rock           | 7:29       |
| 4.       | «The Jack»                     | T.N.T.                      | 5:48       |
| 5.       | «Problem Child»                | Dirty Deeds Done Dirt Cheap | 4:40       |

| Side two | Side two                  | Side two          | Side two   |
| #        | Назва                     | Origin album      | Тривалість |
| -------- | ------------------------- | ----------------- | ---------- |
| 6.       | «Whole Lotta Rosie»       | Let There Be Rock | 4:05       |
| 7.       | «Rock 'n' Roll Damnation» | Powerage          | 3:41       |
| 8.       | «High Voltage»            | T.N.T.            | 5:05       |
| 9.       | «Let There Be Rock»       | Let There Be Rock | 8:33       |
| 10.      | «Rocker»                  | T.N.T.            | 3:24       |
| 52:44    |                           |                   |            |

## Учасники запису
- Бон Скотт — вокал
- Янг Ангус — соло-гітара
- Малколм Янґ — ритм-гітара, бек-вокал
- Вільямс Кліфф — бас-гітара, бек-вокал
- Філ Радд — ударні

## Чарти
| Чарт (1978–2024)                             | Найвища позиція |
| -------------------------------------------- | --------------- |
| Australian Albums (Kent Music Report)        | 37              |
| Нідерланди Dutch Albums (MegaCharts)         | 7               |
| Німеччина German Albums (Offizielle Top 100) | 73              |
| Швейцарія Swiss Albums (Schweizer Hitparade) | 29              |
| Велика Британія UK Albums (OCC)              | 13              |
| Велика Британія UK Rock & Metal Albums (OCC) | 17              |
| США Billboard 200                            | 113             |

## Сертифікації
| Регіон                                                                                          | Сертифікація  | Продажі    |
| ----------------------------------------------------------------------------------------------- | ------------- | ---------- |
| Австралія (ARIA)                                                                                | 3× Платиновий | 210 000^   |
| Франція (SNEP)                                                                                  | Золотий       | 100 000*   |
| Німеччина (BVMI)                                                                                | Платиновий    | 500 000^   |
| Іспанія (PROMUSICAE)                                                                            | Золотий       | 50 000^    |
| Швейцарія (IFPI Switzerland)                                                                    | Золотий       | 25 000^    |
| Велика Британія (BPI)                                                                           | Золотий       | 100 000^   |
| США (RIAA)                                                                                      | Платиновий    | 1 000 000^ |
| *продажі, що базуються лише на сертифікаціях ^відвантаження, що базуються лише на сертифікаціях |               |            |